# Chemarea destinului
Chemarea destinului  (titlul original: în franceză L'Appel du destin) este un film de comedie-dramatică francez, realizat în 1953 de regizorul Georges Lacombe,  protagoniști fiind actorii Jean Marais, Roberto Benzi, Jacqueline Porel și Renée Devillers. 

## Conținut
În timpul unui turneu, tânărul dirijor minune Roberto Lombardi, îl întâlnește pe tatăl său Lorenzo pe care nu l-a cunoscut niciodată. Tatăl, un pianist de renume, părăsise casa familiei și se adâncise în alcoolism. Datorită eforturilor lui Roberto și ale mamei sale, Lorenzo va reveni la familia sa.

## Distribuție
- Jean Marais – Lorenzo Lombardi, tatăl
- Roberto Benzi – Roberto Lombardi, tânărul șef de orchestră
- Jacqueline Porel – Lucienne Lombardi, mama
- Renée Devillers – Germaine Obrecht, guvernanta lui Roberto
- Fernand Sardou –  „Dottore" Aldo Guarneri
- Georgette Anys – „grosse” Lolo
- Édouard Delmont – monsieur Galibert
- Marcel Lebas – poștașul
- Charles Dechamps – impresarul domnul Roze
- Jean Lanier – Crespi, un amic
- Fernand Rauzena – domnul Torquato
- Germaine Page – doamna Torquato
- Philippe Richard – directorul
- Julien Verdier – muzicianul
- Léon Walther – criticul conte Amadeo
- René Brun (nemenționat)
- Jackie Sardou (nemenționat)
- Dominique Marcas (nemenționat)

## Coloana sonoră
Coloana sonoră conține muzică de Beethoven - Berlioz, Chopin, Liszt, Mousorgski, Ravel, Mozart și Weber.

## Trivia
„Preludiul gloriei” (1950) a fost primul film al lui Georges Lacombe, în care a jucat copilul minune, Roberto Benzi. Acest film a fost premiat în cadrul Festivalului de la Cannes, iar Lacombe a regizat un al doilea film cu Roberto Benzi, unde tânărului dirijor i s-a alăturat Jean Marais, în Chemarea destinului.